# Norgg
Ein Norgg (im regionalen Dialekt Nörggele; Mehrzahl: die Norgge, im Dialekt Nörggelen) ist eine Tiroler und insbesondere Südtiroler Sagengestalt. Der Sage nach handelt es sich um böse Engel, die jedoch nicht zur Hölle gefahren, sondern unsterblich auf Erden gefangen sind.

## Abkunft
Als, wie in der Bibel beschrieben, die Anhänger des ehemaligen Erzengels Luzifer aus dem Himmel in die Hölle verstoßen wurden, blieben diejenigen, die nicht eigentlich böse waren, sondern sich nur durch den späteren Teufel hatten aufhetzen lassen, an Berggipfeln und Bäumen hängen. Da sie als unsterbliche Wesen gelten, leben sie seit jener Zeit in hohlen Bäumen und in Höhlen unter der Erde. Sie gelten im Aberglauben der Bevölkerung als tückisch, da sie den Menschen die Sterblichkeit neiden.